# Gregg Tallas
Gregg Tallas (grec moderne : Γκρέκ Τάλλας, de son vrai nom Grigóris Thalassinós grec moderne : Γρηγόρης Θαλασσινός) né le 25 janvier 1909 à Athènes et mort le 1er février 1993 dans cette même ville, est un réalisateur et monteur grec qui a travaillé dans son pays et à Hollywood.

## Biographie
Il fut quelques mois l'époux de l'actrice Laurette Luez en 1950.

## Filmographie partielle

### Comme réalisateur
- 1949 : L'Atlantide
- 1950 : Femmes préhistoriques (Prehistoric Women)
- 1954 : Le Bataillon des va-nu-pieds
- 1957 : Αγιούπα, το Κορίτσι του Κάμπου
- 1961 : Κατηγορούμενος... ο Έρως
- 1962 : Απαγορευμένη αγάπη
- 1965 : 077 : Espionnage à Tanger (S.077 spionaggio a Tangeri)
- 1967 : Bikini Paradise
- 1968 : Kataskopoi ston Saroniko (Κατάσκοποι στον Σαρωνικό)
- 1980 : Cataclysm
- 1985 : Train express pour l'enfer

### Comme monteur
- 1943 : Three Russian Girls
- 1944 : L'Aveu
- 1945 : L'Homme du Sud (The Southerner) de Jean Renoir
- 1946 : Une nuit à Casablanca
- 1946 : Tragique rendez-vous
- 1946 : My Dog Shep